# Anthophora orophila
Anthophora orophila är en biart som beskrevs av Cockerell 1910. Anthophora orophila ingår i släktet pälsbin, och familjen långtungebin. Inga underarter finns listade i Catalogue of Life.